# پوینت دو تساته
پوینت دو تساته (به لاتین: Pointe du Tsaté) یک کوه در سوئیس است که در کانتون وله واقع شده‌است. پوینت دو تساته ۳٬۰۷۸ متر بالاتر از سطح دریا واقع شده‌است.